# Nationale Universiteit Chiao Tung
De Nationale Universiteit Chiao Tung (NCTU Chinees: 國立交通大學) is een publieke onderzoeksuniversiteit, gevestigd in Hsinchu, Taiwan. De Universiteit werd in 1896 gesticht na een keizerlijk edict van Guangxu als de Publieke School van Nanyang te Shanghai en werd na de Chinese Burgeroorlog heropgericht in Hsinchu door alumni van de universiteit in 1958. De universiteit in Shanghai bestaat ook nog steeds, maar heeft een iets andere geromaniseerde naam gekregen: Jiaotong-universiteit van Shanghai.
In de QS World University Rankings van 2020 staat de Chiao Tung Universiteit wereldwijd op een 227ste plaats, waarmee het de 4e Taiwanese universiteit op de ranglijst is.